# Rozella
Rozellida, Rozellidae, Rozellidea
Genre
Rozella unique représentant de la famille des Rozellidae et de l’ordre des Rozellida , est un genre de Choanozoaires de la classe des Cristidiscoidea.

## Étymologie
Le nom Rozella a été donné en hommage à Rozella Smith (en) (1911-1987), herpétologiste américaine.

## Liste des espèces
Selon World Register of Marine Species (15 avril 2025) :
- Rozella chytriomycetis Karling, 1946
- Rozella cladochytrii Karling, 1941
- Rozella cuculus (E.J. Butler) Sparrow, 1938
- Rozella laevis Karling, 1942
- Rozella rhizophlyctidis Karling, 1942

## Systématique
Le nom valide complet (avec auteur) de ce taxon est Rozella Cornu, 1872.
IRMNG (15 avril 2025) classe le genre Rozella dans le règne des Fungi (champignon), et l'embranchement des Rozellomycota.